# جيانماركو بليني
جيانماركو بليني (بالإيطالية: Gianmarco Bellini)‏ (ولد في 15 سبتمبر 1958 في مونتانيانا، إيطاليا) ضابط في القوات الجوية الإيطالية خدم مع قوات التحالف التابعة للأمم المتحدة وكان أسير حرب خلال حرب الخليج الثانية.

## المسيرة المهنية
انضم بليني إلى القوات الجوية الإيطالية في عام 1977 ودرس في أكاديمية أيرونوتيكا (أكاديمية القوات الجوية). ثم تم تدريبه كطيار في قاعدة لولين للقوات الجوية في الولايات المتحدة. حصل على درجة في العلوم السياسية من جامعة نابولي فيدريكو الثاني في نابولي ودرجة الماجستير في الدراسات الاستراتيجية من كلية الحرب الجوية في جامعة الجو ومقرها في قاعدة ماكسويل الجوية في ولاية ألاباما بالولايات المتحدة.

### حرب الخليج الثانية
عشية عملية عاصفة الصحراء نشرت الحكومة الإيطالية ثمانية مقاتلات تورنادو مقاتلة على مسرح العمليات الخليجية. في 16 يناير 1991 شنت قوات التحالف ضربات جوية مركزة على أهداف عسكرية عراقية في العراق والكويت.
في 18 يناير 1991 تورنادو الإيطالية التي كان يقودها الرائد جيانماركو بليني مع الكابتن موريزيو كوتشيولوني كملاح أقلعت كجزء من سرب طائرات متعدد الجنسيات يتكون من 10 طائرات. كان بليني وكوتشيولوني الوحيدان اللذان استطاعا التزود بالوقود جوا في حين فشلت الطائرات التسع الأخرى واضطرت إلى الانسحاب. كان المخطط ينص على أن العملية من الممكن أن تقوم بها طائرة واحدة لذلك استكمل بليني وكوتشيولون المهمة. أصيبت طائرتهما بالنيران المضادة للطائرات العراقية واضطروا إلى الخروج منها. تم القبض عليهما من قبل الحرس الجمهوري العراقي على الرغم من أن وضعهما كان مجهولا في ذلك الوقت.
بينما عرض كوتشيولوني على التلفزيون العراقي في 20 يناير 1991 في شريط فيديو دعائي فإنه لم يعرف مصير بليني في البداية وكان يخشى أن يكون قتل. تم الإبقاء على الاثنين منفصلين طوال فترة أسرهما. في 3 مارس 1991 أطلق سراح الضابطان. كرم بليني بالعديد من الأوسمة العسكرية بما في ذلك الميدالية الفضية للقوات العسكرية لأفعاله خلال عملية عاصفة الصحراء.
بليني وكوتشيولوني هما الأسرى الإيطاليين الوحيدين للحرب بأكملها.

### لاحقا
تم تعيين بليني في وقت لاحق ضابطا قياديا في قاعدة غدي الجوية.